# Sacoila foliosa
Sacoila foliosa är en orkidéart som först beskrevs av Rudolf Schlechter, och fick sitt nu gällande namn av Leslie Andrew Garay. Sacoila foliosa ingår i släktet Sacoila och familjen orkidéer. Inga underarter finns listade i Catalogue of Life.